# Comarca d'A Fonsagrada
La comarca d'A Fonsagrada és una comarca de Galícia situada a l'est de la província de Lugo, al límit amb Astúries. Pren el seu nom de la capital de comarca, A Fonsagrada.

## Geografia
La comarca es troba a la zona muntanyosa de l'est de la província de Lugo. Limita amb A Mariña Oriental al nord, amb Os Ancares al sud, amb les comarques de Meira i Lugo a l'oest, i amb Astúries a l'est, concretament amb les comarques de Narcea i Eo-Navia.

## Municipis
En formen part tres municipis: 
- Baleira
- A Fonsagrada
- Negueira de Muñiz